# Consell Pontifici per als Laics
El Consell Pontific per als laics, també anomenat Pontifici Consell per als laics (en llatí Pontificium Consilium pro Laicis), és un dicasteri de la Cúria romana, creat per Pau VI el 6 de gener de 1967, amb el motu proprio titulat Catholicam Christi Ecclesiam.
Les funcions d'aquest consell pontifici són la promoció i coordinació de l'apostolat dels laics en l'Església Catòlica. En general, aquest dicasteri s'ocupa de tots els assumptes relacionats amb la vida cristiana dels laics tal com indica l'encíclica Pastor Bonus al punt 131. A partir de 1985, sota el pontificat de Joan Pau II, el Pontifici Consell per als laics es va encarregar de la Jornada Mundial de la Joventut en les successives edicions.

## Organització

Santa Seu

El Pontifici Consell per als laics és guiat per un president, actualment l'arquebisbe Stanisław Ryłko, i assistit per un secretari, actualment el bisbe alemany Josef Clemens. Els dona suport un sub-secretari, actualment Miguel Delgado Galindo.
Un comitè de presidència compost per cardenals i bisbes es reuneix periòdicament per discutir els assumptes de més importància per als temes relacionats amb el seu consell. Els membres del consell són 32 bisbes, sacerdots i sobretot laics, homes i dones de diverses parts del món, que una vegada a l'any es reuneixen en una assemblea plenària per afrontar els assumptes que consideren més urgents. El consell també té 30 consultors que són convocats per sessions de treball o als qui es demana consell sobre assumptes específics.